# Copa Verde 2019
La Copa Verde 2019 fue  la sexta (6º) edición del torneo que reúne equipos de la región norte y la región centro-oeste incluyendo el Estado de Espírito Santo. El torneo fue organizado por la Confederación Brasileña de Fútbol, con un formato de disputa de partidos de ida y vuelta pasando solo un equipo a la siguiente fase.

## Equipos participantes

### Clasificados por campeonatos estatales
| Estado              | Club                       | Cidad                   | Vía de clasificación                                                                                 | Estadio                                              | Capacidad     |
| ------------------- | -------------------------- | ----------------------- | --- | ---------------------------------------------------- | ------------- |
| Acre                | Galvez Humaitá             | Rio Branco Porto Acre   | Subcampeón del Campeonato Acreano 2018 5º colocado del Campeonato Acreano 2018                       | Arena da Floresta                                    | 20,000        |
| Amapá               | Ypiranga                   | Macapá                  | Campeón del Campeonato Amapaense 2018                                                                | Zerão                                                | 13,680        |
| Amazonas            | Manaus Fast Clube          | Manaus                  | Campeón del Campeonato Amazonense 2018 Subcampeón del Campeonato Amazonense 2019                     | Arena da Amazônia Estadio Ismael Benigno             | 44,000 10,451 |
| Distrito Federal    | Brasiliense Sobradinho     | Taguatinga Sobradinho   | Subcampeón del Campeonato Brasiliense 2018 Campeón del Campeonato Brasiliense 2018                   | Estadio Elmo Serejo Farias Estadio Augustinho Lima   | 28,800 15,000 |
| Espírito Santo      | Vitória - ES Real Noroeste | Vitória Águia Branca    | Campeón de la Copa Espírito Santo 2018 4º Colocado de la Copa Espírito Santo 2018                    | Estadio Kleber Andrade Estadio José Olímpio da Rocha | 21,000 5,281  |
| Goiás               | Goiás                      | Goiânia                 | Campeón del Campeonato Goiano 2018                                                                   | Estadio Hailé Pinheiro                               | 9,900         |
| Mato Grosso         | Cuiabá Sinop               | Cuiabá Sinop            | Campeón del Campeonato Matogrossense 2018 Subcampeón del Campeonato Matogrossense 2018               | Arena Pantanal Gigante do Norte                      | 44,000 13,000 |
| Mato Grosso del Sur | União ABC Costa Rica       | Campo Grande Costa Rica | 7º Colocado del Campeonato Sul-Matogrossense 2018 10º colocado del Campeonato Sul-Matogrossense 2018 | Moreninhas Laertão                                   | 4,500 5,000   |
| Pará                | Remo Bragantino - PA       | Belém Bragança          | Campeón del Campeonato Paraense 2018 3º Colocado del Campeonato Paraense 2018                        | Mangueirão Diogão                                    | 45,007 11,000 |
| Rondônia            | Genus                      | Porto Velho             | 6º Colocado del Campeonato Rondoniense 2018                                                          | Aluizão                                              | 7,000         |
| Roraima             | São Raimundo-RR            | Boa Vista               | Campeón del Campeonato Roraimense 2018                                                               | Ribeirão                                             | 3,000         |

### Clasificados por Ranking de la CBF
| Estado      | Club             | Ciudad             | Vía de clasificación   | Estadio                | Capacidad |
| ----------- | ---------------- | ------------------ | ---------------------- | ---------------------- | --------- |
| Acre        | Atlético Acreano | Rio Branco         | 64.º Ranking de la CBF | Florestão              | 10,000    |
| Amapá       | Santos - AP      | Macapá             | 68.º Ranking de la CBF | Estadio Milton Corrêa  | 13,680    |
| Amazonas    | Nacional - AM    | Manaus             | 90° Ranking de la CBF  | Estadio Ismael Benigno | 10,451    |
| Goiás       | Iporá            | Iporá              | 151º Ranking de la CBF | Ferreirão              | 3,500     |
| Mato Grosso | Luverdense       | Lucas do Rio Verde | 30.º Ranking de la CBF | Estadio Passo das Emas | 10,000    |
| Pará        | Paysandu         | Belém              | 27º Ranking de la CBF  | Estadio da Curuzú      | 16,200    |

1. ↑  Rio Branco-AC y Plácido de Castro rechazaron su invitación a participar en la Copa Verde y el cupo pasó a Humait.
2. ↑  Espirito Santo ganó un segundo cupo tras la retirada de clubes de otras federaciones.
3. ↑  Operário-MS y Corumbaense rechazaron la invitación a participar en la Copa Verde y los cupos pasaron a União ABC y Costa Rica.
4. ↑  Rondoniense, Vilhenense y Guajará rechazaron la invitación para participar en la Copa Verde y el cupo pasó al Genus.
5. ↑  Amazonas ganó un tercer cupo tras la retirada de clubes de otras federaciones.

## Cuadro del campeonato

### Fase preliminar
| Equipo local ida | Global           | Equipo visitante ida | Ida   | Vuelta |
| ---------------- | ---------------- | -------------------- | ----- | ------ |
| Humaitá          | 1 - 3            | Nacional - AM        | 1 - 1 | 0 - 2  |
| Bragantino - PA  | 4 - 2            | São Raimundo - RR    | 2 - 1 | 2 - 1  |
| Sobradinho       | 5 - 3            | Manaus               | 4 - 1 | 1 - 2  |
| Ypiranga         | 4 - 2            | Fast Clube           | 3 - 0 | 1 - 2  |
| União ABC        | 4 - 1            | Galvez               | 1 - 0 | 3 - 1  |
| Vitória - ES     | 0 - 0 (3 - 5 p.) | Brasiliense          | 0 - 0 | 0 - 0  |
| Costa Rica       | 4 - 2            | Genus                | 2 - 0 | 2 - 2  |
| Real Noroeste    | 1 - 2            | Iporá                | 1 - 0 | 0 - 2  |

### Fase final
|  | Octavos de final | Octavos de final | Octavos de final |                  |   | Cuartos de final     | Cuartos de final     | Cuartos de final     |  |  | Semifinales                     | Semifinales                     | Semifinales                     |  |  | Final                | Final                | Final                |
|  | 6 a 21 de agosto | 6 a 21 de agosto | 6 a 21 de agosto |                  |   | 3 a 18 de septiembre | 3 a 18 de septiembre | 3 a 18 de septiembre |  |  | 18 de septiembre a 6 de octubre | 18 de septiembre a 6 de octubre | 18 de septiembre a 6 de octubre |  |  | 17 y 20 de noviembre | 17 y 20 de noviembre | 17 y 20 de noviembre |
|  |                  |                  |                  |                  |   |                      |                      |                      |  |  |                                 |                                 |                                 |  |  |                      |                      |                      |
|  |                  |                  |                  |                  |   |                      |                      |                      |  |  |                                 |                                 |                                 |  |  |                      |                      |                      |
|  |                  |                  |                  |                  |   |                      |                      |                      |  |  |                                 |                                 |                                 |  |  |                      |                      |                      |
|  | Nacional - AM    | 0                | 0                |                  |   |                      |                      |                      |  |  |                                 |                                 |                                 |  |  |                      |                      |                      |
|  | Nacional - AM    | 0                | 0                |                  |   |                      |                      |                      |  |  |                                 |                                 |                                 |  |  |                      |                      |                      |
|  | Paysandu         | 1                | 0                |                  |   |                      |                      |                      |  |  |                                 |                                 |                                 |  |  |                      |                      |                      |
|  | Paysandu         | 1                | 0                | Paysandu         | 1 | 1 (6)                |                      |                      |  |  |                                 |                                 |                                 |  |  |                      |                      |                      |
|  |                  |                  |                  |                  | 1 | 1 (6)                |                      |                      |  |  |                                 |                                 |                                 |  |  |                      |                      |                      |
|  |                  | Bragantino - PA  | 1                | 1 (5)            |   |                      |                      |                      |  |  |                                 |                                 |                                 |  |  |                      |                      |                      |
|  | Bragantino - PA  | Bragantino - PA  | 1                | 1 (5)            | 1 | 1                    |                      |                      |  |  |                                 |                                 |                                 |  |  |                      |                      |                      |
|  | Bragantino - PA  |                  |                  |                  | 1 | 1                    |                      |                      |  |  |                                 |                                 |                                 |  |  |                      |                      |                      |
|  | Santos - AP      | 0                | 1                |                  |   |                      |                      |                      |  |  |                                 |                                 |                                 |  |  |                      |                      |                      |
|  | Santos - AP      | 0                | 1                | Remo             | 0 | 1                    |                      |                      |  |  |                                 |                                 |                                 |  |  |                      |                      |                      |
|  |                  |                  |                  |                  | 0 | 1                    |                      |                      |  |  |                                 |                                 |                                 |  |  |                      |                      |                      |
|  |                  | Paysandu         | 0                | 3                |   |                      |                      |                      |  |  |                                 |                                 |                                 |  |  |                      |                      |                      |
|  | Sobradinho       | Paysandu         | 0                | 3                | 1 | 0                    |                      |                      |  |  |                                 |                                 |                                 |  |  |                      |                      |                      |
|  | Sobradinho       |                  |                  |                  | 1 | 0                    |                      |                      |  |  |                                 |                                 |                                 |  |  |                      |                      |                      |
|  | Remo             | 0                | 3                |                  |   |                      |                      |                      |  |  |                                 |                                 |                                 |  |  |                      |                      |                      |
|  | Remo             | 0                | 3                | Atlético Acreano | 2 | 1                    |                      |                      |  |  |                                 |                                 |                                 |  |  |                      |                      |                      |
|  |                  |                  |                  |                  | 2 | 1                    |                      |                      |  |  |                                 |                                 |                                 |  |  |                      |                      |                      |
|  |                  | Remo             | 1                | 6                |   |                      |                      |                      |  |  |                                 |                                 |                                 |  |  |                      |                      |                      |
|  | Ypiranga - AP    | Remo             | 1                | 6                | 0 | 1                    |                      |                      |  |  |                                 |                                 |                                 |  |  |                      |                      |                      |
|  | Ypiranga - AP    |                  |                  |                  | 0 | 1                    |                      |                      |  |  |                                 |                                 |                                 |  |  |                      |                      |                      |
|  | Atlético Acreano | 2                | 2                |                  |   |                      |                      |                      |  |  |                                 |                                 |                                 |  |  |                      |                      |                      |
|  | Atlético Acreano | 2                | 2                | Paysandu         | 1 | 0 (4)                |                      |                      |  |  |                                 |                                 |                                 |  |  |                      |                      |                      |
|  |                  |                  |                  |                  | 1 | 0 (4)                |                      |                      |  |  |                                 |                                 |                                 |  |  |                      |                      |                      |
|  |                  | Cuiabá           | 0                | 1 (5)            |   |                      |                      |                      |  |  |                                 |                                 |                                 |  |  |                      |                      |                      |
|  | União ABC        | Cuiabá           | 0                | 1 (5)            | 2 | 2                    |                      |                      |  |  |                                 |                                 |                                 |  |  |                      |                      |                      |
|  | União ABC        |                  |                  |                  | 2 | 2                    |                      |                      |  |  |                                 |                                 |                                 |  |  |                      |                      |                      |
|  | Luverdense       | 3                | 6                |                  |   |                      |                      |                      |  |  |                                 |                                 |                                 |  |  |                      |                      |                      |
|  | Luverdense       | 3                | 6                | Luverdense       | 2 | 2                    |                      |                      |  |  |                                 |                                 |                                 |  |  |                      |                      |                      |
|  |                  |                  |                  |                  | 2 | 2                    |                      |                      |  |  |                                 |                                 |                                 |  |  |                      |                      |                      |
|  |                  | Goiás            | 1                | 4                |   |                      |                      |                      |  |  |                                 |                                 |                                 |  |  |                      |                      |                      |
|  | Brasiliense      | Goiás            | 1                | 4                | 0 | 1                    |                      |                      |  |  |                                 |                                 |                                 |  |  |                      |                      |                      |
|  | Brasiliense      |                  |                  |                  | 0 | 1                    |                      |                      |  |  |                                 |                                 |                                 |  |  |                      |                      |                      |
|  | Goiás            | 0                | 4                |                  |   |                      |                      |                      |  |  |                                 |                                 |                                 |  |  |                      |                      |                      |
|  | Goiás            | 0                | 4                | Goiás            | 1 | 1 (3)                |                      |                      |  |  |                                 |                                 |                                 |  |  |                      |                      |                      |
|  |                  |                  |                  |                  | 1 | 1 (3)                |                      |                      |  |  |                                 |                                 |                                 |  |  |                      |                      |                      |
|  |                  | Cuiabá           | 0                | 2 (4)            |   |                      |                      |                      |  |  |                                 |                                 |                                 |  |  |                      |                      |                      |
|  | Costa Rica       | Cuiabá           | 0                | 2 (4)            | 2 | 3                    |                      |                      |  |  |                                 |                                 |                                 |  |  |                      |                      |                      |
|  | Costa Rica       |                  |                  |                  | 2 | 3                    |                      |                      |  |  |                                 |                                 |                                 |  |  |                      |                      |                      |
|  | Sinop            | 1                | 0                |                  |   |                      |                      |                      |  |  |                                 |                                 |                                 |  |  |                      |                      |                      |
|  | Sinop            | 1                | 0                | Costa Rica       | 1 | 1                    |                      |                      |  |  |                                 |                                 |                                 |  |  |                      |                      |                      |
|  |                  |                  |                  |                  | 1 | 1                    |                      |                      |  |  |                                 |                                 |                                 |  |  |                      |                      |                      |
|  |                  | Cuiabá           | 1                | 2                |   |                      |                      |                      |  |  |                                 |                                 |                                 |  |  |                      |                      |                      |
|  | Iporá            | Cuiabá           | 1                | 2                | 1 | 1 (5)                |                      |                      |  |  |                                 |                                 |                                 |  |  |                      |                      |                      |
|  | Iporá            |                  |                  |                  | 1 | 1 (5)                |                      |                      |  |  |                                 |                                 |                                 |  |  |                      |                      |                      |
|  | Cuiabá           | 2                | 0 (6)            |                  |   |                      |                      |                      |  |  |                                 |                                 |                                 |  |  |                      |                      |                      |

- Nota: En cada llave, el equipo ubicado en la primera línea es el que ejerce la localía en el partido de ida.

### Semifinales
| 18 de septiembre de 2019, 19:00 | Goiás              | 1:0     | Cuiabá | Estadio da Serrinha, Goiânia, Goiás                              |                                                                  |
|                                 | Leandro Barcia 59' | Reporte |        | Asistencia: 1.463 espectadores Árbitro(s): Felipe Duarte Varejão | Asistencia: 1.463 espectadores Árbitro(s): Felipe Duarte Varejão |

| 2 de octubre de 2019, 20:30 | Cuiabá                                      | 2:1 (4:3 p.)               | Goiás                                                       | Arena Pantanal, Cuiabá, Mato Grosso                               |                                                                   |
|                             | Jean Patrick 14' · Jefinho 65'              | Reporte                    | Rafael Moura 7'                                             | Asistencia: 1.573 espectadores Árbitro(s): Rodrigo Batista Raposo | Asistencia: 1.573 espectadores Árbitro(s): Rodrigo Batista Raposo |
|                             |                                             | Tiros desde el punto penal |                                                             |                                                                   |                                                                   |
|                             | Jean Patrick · Paulinho · Ednei · Alex Ruan |                            | Barcia · Rafael Vaz · Rafael Moura · Alan Ruschel · Michael |                                                                   |                                                                   |

| 29 de septiembre de 2019, 16:00 | Remo | 0:0     | Paysandu | Mangueirão, Belém, Pará                                                      |                                                                              |
|                                 |      | Reporte |          | Asistencia: 16.595 espectadores Árbitro(s): Dewson Fernando Freitas da Silva | Asistencia: 16.595 espectadores Árbitro(s): Dewson Fernando Freitas da Silva |

| 6 de octubre de 2019, 16:00 | Paysandu                                          | 3:1     | Remo            | Mangueirão, Belém, Pará                                    |                                                            |
|                             | Hygor Cléber 59' · Nicolás 90' · Léo Baiano 90+3' | Reporte | Neto Baiano 82' | Asistencia: 21.087 espectadores Árbitro(s): Wilton Sampaio | Asistencia: 21.087 espectadores Árbitro(s): Wilton Sampaio |

### Final
| 14 de noviembre de 2019, 21:00 | Cuiabá | 0:1     | Paysandu    | Arena Pantanal, Cuiabá, Mato Grosso                                      |                                                                          |
|                                |        | Reporte | Nicolás 69' | Asistencia: 11.288 espectadores Árbitro(s): André Luiz de Freitas Castro | Asistencia: 11.288 espectadores Árbitro(s): André Luiz de Freitas Castro |

| 20 de noviembre de 2019, 21:00 | Paysandu                                                        | 0:1 (4:5 p.)               | Cuiabá                                                               | Mangueirão, Belém, Pará                                           |                                                                   |
|                                |                                                                 | Reporte                    | Paulinho 90+4'                                                       | Asistencia: 28.145 espectadores Árbitro(s): Sávio Pereira Sampaio | Asistencia: 28.145 espectadores Árbitro(s): Sávio Pereira Sampaio |
|                                |                                                                 | Tiros desde el punto penal |                                                                      |                                                                   |                                                                   |
|                                | Leandro Lima · Thiago Primão · Tony · Micael · Caíque · Nicolás |                            | Ednei · Gutiérrez · Escudero · Alex Ruan · Paulinho · Felipe Marques |                                                                   |                                                                   |

| Campeón 2019 Copa Verde           |
| Bandera del estado de Mato Grosso |
| --------------------------------- |
| Cuiabá Esporte Clube (2 º título) |

## Goleadores
| Goles | Jugador          | Club          |
| ----- | ---------------- | ------------- |
| 5     | Douglas Oliveira | Luverdense    |
| 4     | Abu              | Luverdense    |
| 4     | Alexandre Alemão | União ABC     |
| 4     | Kanu             | Costa Rica    |
| 4     | Neto Baiano      | Remo          |
| 3     | Jô               | Atlético - AC |
| 3     | Luan Rodrigues   | União ABC     |
| 3     | Nicolas          | Paysandu      |
| 3     | Rafael Moura     | Goiás         |
| 3     | Renatinho        | Goiás         |